# Elliot Halstead
Elliot Halstead (Lebensdaten unbekannt), auch Elliott Halstead, war ein nauruischer Politiker. Im Dezember 1955 wurde Halstead bei der Wahl zum Lokalen Regierungsrat für den Wahlkreis Meneng in das Parlament gewählt, dem er bis zum Ende der Legislaturperiode im Dezember 1959 angehörte. Er lebte zuletzt im Distrikt Meneng.